# Minibidion basilare
Minibidion basilare là một loài bọ cánh cứng trong họ Cerambycidae.